# Piccadilly (Londres)

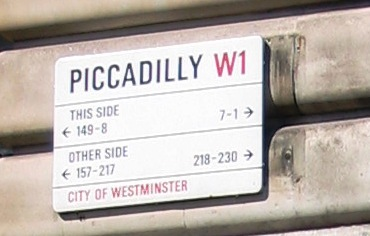
Placa em Piccadilly.

Piccadilly é uma rua principal no centro de Londres, Reino Unido, indo de Hyde Park Corner a oeste até Piccadilly Circus a leste. Se localiza inteiramente na cidade de Westminster. A rua faz parte da A4 Road, a segunda artéria mais importante do oeste de Londres. O distrito de St James fica ao sul da seção leste da rua, enquanto a parte oeste é construída apenas no lado norte, com vista para o Green Park. A área ao norte é Mayfair.
Nela se localizam a Royal Academy, o Ritz Hotel, o RAF Club, a livraria Hatchards, e as embaixadas de Japão e de Malta ao Reino Unido. Simpsons, outrora uma das principais lojas de vestuário do Reino Unido, abriu na Piccadilly na década de 1930. A loja fechou em 1999 e o local agora abriga a livraria Waterstone's.

## Histórico
A rua faz parte de uma estrada principal há séculos, embora não haja evidências de que ela fazia parte de uma estrada romana, ao contrário da Oxford Street mais ao norte. Na Idade Média, era conhecido como "a estrada para Reading" ou "o caminho de Colnbrook". Durante o período Tudor, as condições relativamente estabelecidas tornaram a expansão para além das muralhas da cidade de Londres um empreendimento mais seguro. A especulação imobiliária tornou-se um empreendimento lucrativo e os empreendimentos cresceram tão rapidamente que a ameaça de doenças e desordens levou o governo a proibir os empreendimentos. Devido ao impulso de crescimento, as leis tiveram pouco efeito real.